# Спирула
Spirula spirula е вид главоного от семейство Spirulidae. Видът не е застрашен от изчезване.

## Разпространение и местообитание
Разпространен е в Австралия, Американски Вирджински острови, Бахамски острови, Белиз, Бразилия, Вануату, Джибути, Доминиканска република, Йемен, Индия, Индонезия, Иран, Испания (Канарски острови), Канада, Куба, Мавритания, Мавриций, Мадагаскар, Мароко, Мексико, Мозамбик, Намибия, Нова Каледония, Оман, Пакистан, Португалия (Азорски острови и Мадейра), Пуерто Рико, Реюнион, САЩ, Сомалия, Уругвай, Франция, Хаити, Шри Ланка, Южна Африка, Ямайка и Япония.
Обитава крайбрежията на океани и заливи в райони с тропически, умерен и субтропичен климат.